# Andrzej Stalmach
Andrzej Stalmach (* 1. Mai 1942 in Jaworzno; † 14. September 2020) war ein polnischer Weitspringer.
1962 gewann er bei den Weltfestspielen der Jugend und Studenten Bronze.
Bei den Olympischen Spielen 1964 in Tokio wurde er Achter und bei den Leichtathletik-Europameisterschaften 1966 in Budapest Zehnter.
1967 gewann er Bronze bei den Europäischen Hallenspielen in Prag und wurde Zweiter beim Leichtathletik-Europacup in Kiew.
Bei den Olympischen Spielen 1968 in Mexiko-Stadt kam er erneut auf den achten Platz.
Fünfmal wurde er Polnischer Meister (1963, 1964, 1966–1968). Seine persönliche Bestleistung von 8,11 m stellte er am 17. August 1968 in Chorzów auf.